# Adalberto Almeida y Merino
Adalberto Almeida y Merino (Bachíniva, Chihuahua, 6 de junio de 1916 - Chihuahua, Chihuahua, 21 de junio de 2008) fue un religioso católico mexicano, siendo Arzobispo de Chihuahua, Obispo de Zacatecas y Obispo de Tulancingo.

## Nacimiento e infancia
Adalberto nació el 6 de junio de 1916 en el poblado de Bachíniva, Chihuahua. Hijo de Luis Almeida Alderete y María Merino Sáenz. Realizó los primeros estudios en su poblado natal. Ingresó al Seminario Conciliar de Chihuahua motivado por su párroco Vicente Hurtado Saldaña, quien le pide al entonces Obispo de Chihuahua Antonio Guízar y Valencia, lo admita en el mismo seminario, al cual ingresa en el año de 1930.

## Formación sacerdotal
Fue estudiante de diversos seminarios: Chihuahua, Durango, San Luis Potosí y Veracruz. Fue también estudiante de la Pontificia Universidad Gregoriana en Roma, donde recibió las licencias en Filosofía, Teología Dogmática y Derecho Canónico, con magna cum laude. Fue compañero del futuro Obispo de Ciudad Juárez, Manuel Talamás Camandari.

## Ordenación presbiteral
Recibió la sagrada ordenación presbiteral el 23 de abril de 1943 en la Capilla del Gesú en Roma, de manos del entonces obispo auxiliar de la diócesis de Roma, Mons. Luigi Traglia.

## Periodo de vida sacerdotal
El P. Almeida, regresó a su ciudad natal en 1946, siendo nombrado formador del Seminario Conciliar. También ocupó los puestos de Prefecto de Disciplina y Director Espiritual.
Durante un tiempo fue capellán del Templo de San Francisco de Asís, hoy atendido por los frailes dominícos.
Recibe también el título de Prelado Doméstico de Su Santidad, con lo cual se le da el tratamiento de ilustrísimo monseñor.

## Nombramiento episcopal
Siendo director espiritual del Seminario, el 28 de mayo de 1956 recibe la noticia de que el Papa Pío XII lo nombró obispo de la diócesis de Tulancingo, sucediendo a Mons. Miguel D. Miranda y Gómez, que fue trasladado como arzobispo de México. Toma posesión de la diócesis, en ese tiempo una de las más pobres del país, el 14 de agosto del mismo año, y al día siguiente, el 15, recibe la ordenación episcopal de manos de Mons. Antonio Guízar y Valencia.

## Obispo de Zacatecas
Poco antes de que el papa Juan XXIII, convocara a la celebración del Concilio Vaticano II, nombró a Mons. Almeida, como el IX obispo de la diócesis de Zacatecas, luego de quedar vacante por la remoción de Antonio López Aviña, al Arzobispado de Durango. Durante el tiempo que fue obispo de Zacatecas, le tocó celebrar los 100 años de la fundación de esta diócesis, así como la celebración y posterior asimilación del Vaticano II.
Don Adalberto Almeida participó como Obispo de Zacatecas en todas las sesiones del Concilio Vaticano II, cuyos esquemas estudió con su presbiterio, religiosas y laicos. Puso en práctica la reforma litúrgica y comenzó el trabajo de asimilar y aplicar las enseñanzas conciliares. Fue promovido al Arzobispado de Chihuahua.

## Arzobispo de Chihuahua
Conocidos los dotes carismáticos de Almeida como obispo de Zacatecas, el Papa Paulo VI lo nombra II arzobispo metropolitano de Chihuahua, sucediendo a Mons. Antonio Guízar y Valencia. El nombramiento es efectuado el 24 de agosto de 1969 y para el 9 de septiembre toma posesión. Llega en momentos de crisis, de pérdida de vocaciones sacerdortales[cita requerida].
Durante este periodo como Arzobispo, publica 3 cartas pastorales que son el eje central de su pontificado. Las tres cartas, a la luz del Vaticano II y de los documentos de Medellín y Puebla, son el testimonio de un pastor dado a su pueblo. 
Instaura en la arquidiócesis el diaconado permanente, ordenando los primeros diáconos en 1981. También es un fiel amigo de la Doctrina Social Cristiana, con la cual evangeliza a los sectores más desprotegidos de la población.
En mayo de 1983 escribió el texto: Votar con responsabilidad. Una orientación cristiana, que contiene 37 interrogantes relacionas al papel del creyente en los procesos electorales. Da la recomendación de ejercer el derecho político de votar, tomando en cuenta "el respeto a la dignificación de los pobres, la defensa de los débiles de la sociedad, y el rechazo de los que dominan por el poder el dinero, o por el poder autoritario." El 19 de marzo de 1986 publicó la carta pastoral, titulada: "Coherencia cristiana en la política" en la que llamaba a ejercer el derecho del voto de manera crítica y razonada, también hace recordar a los cristianos que deben aborrecer la corrupción, y sobre todo el fraude electoral, que significa un acto mayor de corrupción.
Durante la movilización ciudadana posterior a la elección a gobernador de 1986, en la que el Partido Acción Nacional, que había obtenido importantes victorias locales, se enfrentó a la maquinaria del Partido Revolucionario Institucional, la jerarquía católica, estuvo muy activa, amagaron con cerrar el culto el día 20 de julio, días después de los comicios, a efecto de evidenciar el descontento de buena parte de la población de Chihuahua, protesta que no aconteció, pero que dejó evidencia de una activa participación de distintos actores sociales, entre ellos los cristianos y los empresarios privados.
Erige nuevas parroquias, ordena más de 50 sacerdotes, recibe a nuevas ordenas religiosas... son algunas acciones pastorales de su pontificado. Asimismo, el 10 de mayo de 1990, recibe junto de toda la familia chihuahuanse y del norte del país a Juan Pablo II, en las inmediaciones de los Campos Limas en la Col. Ávalos, al sur de la ciudad de Chihuahua.
Deja su gobierno pastoral a otro pastor, el Excmo. Sr. José Fernández Arteaga, que había sido nombrado Arzobispo Coadjutor el 26 de diciembre de 1987. Durante la celebración del primer siglo como diócesis, el 24 de junio de 1991, Mons. Almeida pasa a ser Arzobispo Emérito de Chihuahua, al aceptarle el Papa su renuncia conforme al canon 401.

## Muerte
Muere a los 92 años el sábado 21 de junio de 2008 a las 6:30 a. m. tras una hospitalización de 15 días a causa de problemas de salud.
Dejando gran tristeza en toda la arquidiócesis. Fue sepultado en las criptas de la catedral metropolitana de la arquidiócesis de Chihuahua. Se le construyó una estatua en el parque infantil de Chihuahua sobre la Ave. Cuauhtémoc, frente al arzobispado.
El Arzobispo metropolitano de Chihuahua Mons. Constancio Miranda Weckmann emitió un decreto el 21 de agosto de 2017 donde propone a su antecesor como candidato a la canonización, y ha solicitado a los miembros de la Arquidiócesis que comuniquen información pertinente para la causa.